# Trémont (Orne)
Trémont ist eine Gemeinde im französischen Département Orne in der Normandie. Sie gehört zum Arrondissement Alençon und zum Kanton Écouves. Nachbargemeinden sind Saint-Léonard-des-Parcs im Nordwesten, Gâprée im Nordosten, Le Chalange im Osten, Le Ménil-Guyon im Südosten, Boitron im Süden und Aunou-sur-Orne im Westen.

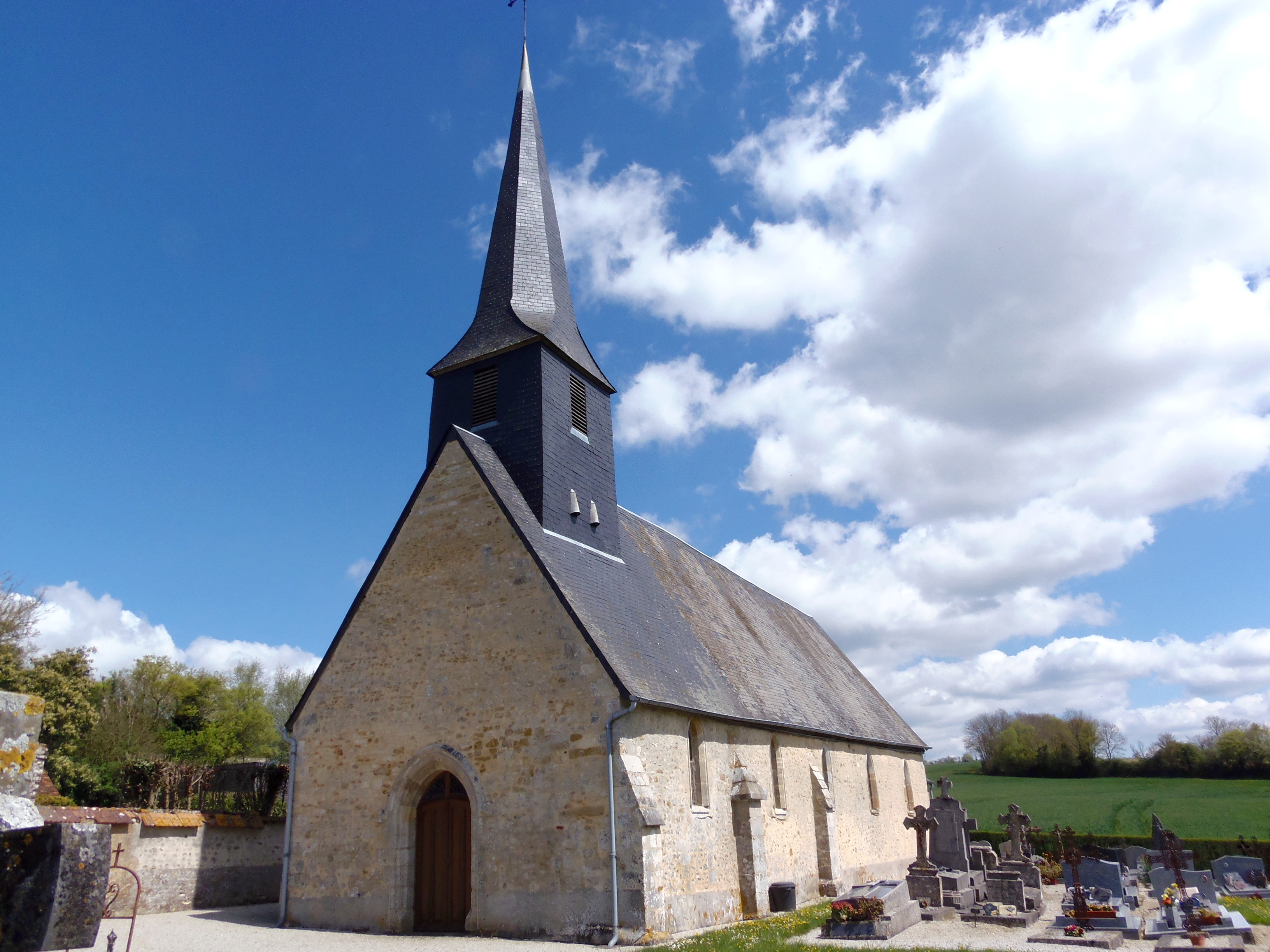
Kirche Saint-Pierre

## Bevölkerungsentwicklung
| Jahr      | 1962 | 1968 | 1975 | 1982 | 1990 | 1999 | 2008 | 2015 |
| --------- | ---- | ---- | ---- | ---- | ---- | ---- | ---- | ---- |
| Einwohner | 123  | 96   | 89   | 95   | 89   | 94   | 103  | 124  |